# Солатий
Солатий (Солаций; лат. Solatius или Solacius; VI век — не ранее 614 и не позднее 620) — епископ Кёльна (не позднее 594 — не ранее 614 и не позднее 620).

## Биография
О происхождении Солатия сведений не сохранилось. Так как он носил галло-римское имя, предполагается, что он был выходцем из этого народа.
Согласно источнику XI века, будучи юношей, Солатий жил в Маастрихтской епархии. Однажды он встретился с окормлявшим местных жителей кёльнским епископом Эберегизелем. Тот, узнав о большом благочестии Солатия, сделал его своим учеником, увёз в Кёльн и через некоторое время посвятил в сан архидиакона. Когда же около 594 года святой Эберегизел умер, Солатий был избран его преемником.
В то время когда Салатий стал епископом, Кёльн входил в Австразийско-Бургундское королевство Хильдеберта II. Когда же этот монарх умер в 595 или 596 году территория Кёльнской епархии перешла под власть его потомков: сначала Теодеберта II, затем Теодориха II, а потом Сигиберта II. В Кёльне хранилась сокровищница австразийских королей. После же междоусобной войны во Франкском государстве 610—613 годов епархия вошла в состав владений Хлотаря II, объединившего под своей властью все земли франков.
В современных Солатию источниках сообщается только об одном его деянии как главы Кёльнской епархии: участии в Парижском соборе 614 года.
Дата смерти Солатия неизвестна, но он должен был скончаться не позднее 620 года, когда кёльнским епископом уже был Сунновей.